# Electoral Institute for Sustainable Democracy in Africa
Das Electoral Institute for Sustainable Democracy in Africa (EISA) (früher Electoral Institute of Southern Africa mit derselben Abkürzung) ist eine 1996 gegründete Non-Profit-Organisation mit Sitz in Johannesburg (Südafrika) und Büros in mehreren afrikanischen Staaten. Ziel ist die „Förderung glaubwürdiger Wahlen, demokratischer Beteiligung und einer Kultur der Menschenrechte sowie die Stärkung von Regierungsinstitutionen, die auf die Konsolidierung von Demokratie in Afrika abzielen“. Die Organisation sammelt und veröffentlicht Wahlergebnisse und Einschätzungen zu Wahlen, zur Entwicklung von Parteien und zu Konflikten auf dem afrikanischen Kontinent.
Im Jahr 2022 existierten die folgenden Regionaldienststellen:
- Büro für Zentralafrika (Libreville, Gabun)
- Zentralafrikanische Republik (Bangui)
- Elfenbeinküste (Abidjan)
- Demokratische Republik Kongo (Kinshasa)
- Madagaskar (Antananarivo)
- Niger (Niamey)
- Sudan (Khartum)

Frühere bzw. zeitweilig unterhaltene Regionalvertretungen gab es in folgenden afrikanischen Ländern:
| - Ägypten (2011–2013) - Angola (2004–2006) - Burundi (2004–2005, 2009–2010) - Demokratische Republik Kongo (2004–2011) - Elfenbeinküste (2008–2009) - Kenia (2010–2016) - Mali (2018–2019, 2013–2015) - Mosambik (2004–2021) | - Sambia (2016–2017) - Simbabwe (2011–2020) - Somalia (2013–2022) - Sudan (2008) - Tansania (2021–2022) - Tschad (2009–2013) - Zentralafrikanische Republik (2013–2016) |

Unter den Veröffentlichungen von EISA finden sich u. a. auf einzelne afrikanische Länder ausgerichtete Handbücher für die Organisation von Wahlen, umfangreiche Berichte über den Ablauf und die demokratischen Standards von Wahlen in afrikanischen Ländern, das seit 2001 erscheinende Journal of African Elections, Länderprofile für die 16 SADC-Staaten und Burundi sowie ein Dutzend Bücher über einzelne Aspekte von Demokratie und Wahlen in Afrika.
EISA benennt die Vereinten Nationen (United Nations Democracy Fund) sowie die Afrikanische Union und etliche weitere transnationale Institutionen, wie etwa die Ostafrikanische Gemeinschaft als Unterstützer. Seit einigen Jahren hat EISA seine ursprüngliche Beschränkung auf das südliche Afrika aufgegeben und beschäftigt sich mit dem gesamten afrikanischen Kontinent.